# Счётное слово (корейский язык)
Корейские счётные суффиксы (субуллюса; хангыль: 수분류사, ханча: 數分類詞) — особая часть речи, служебное слово, которое ставится при счёте после числительного. Аналогичная система счёта используется в китайских языках и японском.
По-русски при счёте бумаги нужно использовать слово «лист»: три листа бумаги; нельзя сказать «три бумаги». В корейском листы бумаги или бумагоподобные предметы считаются с помощью слова чанъ (장): «десять билетов» — посы пхё ёль чанъ (버스 표 열 장), буквально «автобусных билетов десять листов». Счётные слова часто расширяют значение в метафорах. К примеру, «чанъами» могут считаться любые тонкие предметы, в частности листья (намунип, 나뭇잎) считаются на чанъ.
В корейском языке используется два набора числительных: корейские и сино-корейские, заимствованные из Китая. Корейские числительные обычно используются со счётными словами: Ёль ква (열 (кор. «10») 과) — «десять уроков», а сип ква (십 (кор.-кит. «10») 과) означает «урок десятый». Китайские счётные суффиксы используются в основном при счёте времени.

## Примеры
| Счётные слова                                        | Счётные слова | Счётные слова                                                            |
| Счётное слово                                        | Хангыль       | Что считает                                                              |
| ---------------------------------------------------- | ------------- | ------------------------------------------------------------------------ |
| Поль                                                 | 벌            | предметы одежды                                                          |
| Пун                                                  | 분            | люди (вежливо)                                                           |
| Чхок                                                 | 척            | лодки, суда                                                              |
| Чхе                                                  | 채            | дома                                                                     |
| Те                                                   | 대            | средства передвижения (машины, самолёты) и механизмы (компьютеры)        |
| Тан                                                  | 단            | пучки зелёного лука                                                      |
| Тонъ                                                 | 동            | здания                                                                   |
| Ке                                                   | 개            | вещи; это самое общее счётное слово, «штука»                             |
| Кыру                                                 | 그루          | деревья                                                                  |
| Ква                                                  | 과            | уроки                                                                    |
| Квон                                                 | 권            | книги                                                                    |
| Чанъ                                                 | 장            | бумага                                                                   |
| Чару                                                 | 자루          | вещи с длинной ручкой: письменные принадлежности, лопаты, мечи, винтовки |
| Кхёлле                                               | 켤레          | перчатки и носки                                                         |
| Мари                                                 | 마리          | животные                                                                 |
| Мёнъ                                                 | 명            | люди (неформально)                                                       |
| Пхиль                                                | 필            | свёртки ткани                                                            |
| Пхоги                                                | 포기          | кочаны пекинской капусты                                                 |
| Пхун                                                 | 푼            | пенни                                                                    |
| Саль                                                 | 살            | года (с корейскими цифрами)                                              |
| Сэ                                                   | 세            | года (с китайскими цифрами)                                              |
| Сонъи                                                | 송이          | маринованные цветы, грозди винограда, бананов                            |
| Тхоль                                                | 톨            | зёрна сырого риса, камни                                                 |
| Тхонъ                                                | 통            | буквы, телеграммы, телефонные звонки, письма электронной почты           |
| Тхонъ                                                | 통            | арбузы                                                                   |
| Существительные, которые могут быть счётными словами |               |                                                                          |
| Слово                                                | Хангыль       | Что считает                                                              |
| Пёнъ                                                 | 병            | бутылки                                                                  |
| Чхынъ                                                | 층            | слои, этажи                                                              |
| Кырыт                                                | 그릇          | тарелки, сосуды (ёмкости, наполненные какой-либо пищей)                  |
| Кок                                                  | 곡            | песни                                                                    |
| Чан                                                  | 잔            | стаканы и чашки                                                          |
| Мади                                                 | 마디          | фразы, музыкальные такты                                                 |
| Сарам                                                | 사람          | люди (неформальное слово)                                                |
| Тхонъ                                                | 통            | корзины, контейнеры                                                      |
| Счётные слова для счёта множества предметов          |               |                                                                          |
| Слово                                                | Хангыль       | Что считает                                                              |
| Чоп                                                  | 접            | сотни сушёных плодов хурмы                                               |
| Чуль                                                 | 줄            | десятки яиц                                                              |
| Кхо                                                  | 코            | двадцатки сушёных сайд                                                   |
| Пхан                                                 | 판            | тридцатки яиц                                                            |
| Сон                                                  | 손            | пары рыб (обычно макрелей или кульби)                                    |
| Тасы                                                 | 다스          | дюжины карандашей                                                        |
| Тхот                                                 | 톳            | сотня листов нори                                                        |